# 樊東謨
樊東謨（1551年—1628年），字伯明，一字酉樞，號昌南，陝西西安府華州蒲城縣人，軍籍，明朝政治人物。

## 生平
萬曆十三年（1585年）乙酉科陕西鄉試二十五名，萬曆十四年（1586年）丙戌科會試一百七十二名，登二甲第四十二名進士。刑部观政。历任户部主事、郎中，出为直隶顺德府知府，有生祠。二十三年十二月升山东副使、永平兵备，因積勞致病而乞休，於二十六年十月患病回籍。二十九年七月起复为山西副使、大同兵备，驻札左卫，三十年十二月以三年考满，升山西按察使、大同阳和兵备道。三十三年十二月以阅视加恩，升山西右布政使，三十四年四月轉左布政使，三十七年丁母艱，服闋，起薊鎮，四十年九月升右副都御史、巡抚山西。蒞任甫半載，以言者歸。座有四铭，曰志不可满、傲不可长、欲不可纵、乐不可极。用以自警，卒年七十八。

## 家族
曾祖樊經；祖父樊濟重；父樊善。母權氏。慈侍下。兄東許、東訢，弟東誠、東諠、東論、東誥。